# Alien Trilogy
Pour les articles homonymes, voir Alien.
Alien Trilogy est un jeu vidéo de tir à la première personne, développé par Probe Entertainment Limited et distribué par Acclaim Entertainment, publié en 1996 sur PC (DOS et Windows) et consoles Saturn et PlayStation. Le jeu se déroule dans l'univers des trois premiers films de la tétralogie Alien.

## Scénario
Le joueur endosse le rôle du lieutenant Ellen Ripley. L'action se situe sur la planète LV-426 / Acheron, sur 30 niveaux (environ 10 par film). Les références aux films sont multiples : dans les lieux visités bien sûr (dans l'ordre : la base d'Aliens, le retour, la prison d'Alien 3, et ce qui ressemble au vaisseau d'Alien), les différentes sortes d'aliens, les armes et bruitages, ainsi qu'une multitude de petits détails. Probe a développé un jeu au concept semblable pour Fox Interactive, basé sur l'univers de la saga avec Bruce Willis intitulé Die Hard Trilogy.

## Développement
Au début de 1994, Acclaim annonce que le jeu Alien Trilogy sera le premier à utiliser la technologie 3D de la capture de mouvement par l'équipe de la société, Advanced Technologies Group. Les mouvements des aliens sont dirigés par cette technologie.

## Accueil
Alien Trilogy est généralement bien accueilli par la presse spécialisée. Le site GameRankings attribue à la version PlayStation une moyenne de 77,50 % basée sur 5 critiques, à la version Sega Saturn une moyenne de 77 % basée sur une critique, et à la version PC une moyenne de 43 % basée sur trois critiques. Les quatre rédacteurs du magazine Electronic Gaming Monthly attribuent à la version PlayStation le prix du « jeu du mois », ce qui en fait le meilleur jeu de la série Alien de par sa capacité à reprendre fidèlement l'environnement du film. Deux des rédacteurs du magazine expliquent également que les objectifs de mission donnent plus de profondeur au jeu, comparé aux autres jeux vidéo de FPS. 
Scary Larry de GamePro accueille positivement le jeu pour ses effets sonores mais non pour les graphismes, et ses pixelisations extrêmes. Il pointe cependant les problèmes de ciblage, mais recommande le jeu pour « la traversée des couloirs, la désintégration des aliens, et l'explosion de zones. » Maximum accueille également positivement les effets sonores mais n'est nullement impressionné par les graphismes. Il critique la faible quantité d'armes, mais félicite le jeu pour son atmosphère qui crée le suspens et conclut qu' Alien Trilogy « est bien plus impressionnant que les autres jeux médiocres sur PlayStation... » IGN  félicite les contrôles intuitifs, les environnements interactifs, et sa transition solide avec les films. Game Revolution attribue une note de B+ au jeu.
La version du jeu sur PlayStation est un bestseller au Royaume-Uni.